# Антонін Кліцпера
Антонін Кліцпера (чеськ. Antonín Klicpera, нар. 21 березня 1901, Прага — пом.?) — чехословацький футболіст, що грав на позиції півзахисника. Відомий виступами, зокрема, за команду «Вікторія» (Жижков) і національну збірну Чехословаччини.

## Клубна кар'єра
Виступав у клубі «Спарти» (Прага), зі стану якого в 1924 році був викликаний у національну збірну. Два сезони грав у складі австрійської команди «Вінер АК», зігравши 8 і 5 матчів у сезонах 1924/25 і 1925/26 відповідно. Посеред сезону 1925-26 перейшов у команду «Лібень» (Прага).
З 1927 по 1931 роки виступав у складі клубу «Вікторія» (Жижков). У 1928 році здобув з командою історичну перемогу в чемпіонаті Чехословаччини. «Вікторія» перервала гегемонію клубів «Спарти» і «Славії». Клуб із Жижкова жодного разу не програв прямим конкурентам (зі «Славією» зіграли 2:2 і 4:3, зі «Спартою»   — 5:3 і 1:1) і заслужено став чемпіоном.
Влітку 1928 року «Вікторія», як чемпіон Чехословаччини, взяла участь у Кубку Мітропи, престижному міжнародному турнірі для найсильніших команд Центральної Європи. В 1/4 фіналу чехословацький клуб зустрічався з представником Югославії клубом «Граджянскі» (Загреб). Несподівано поступившись у Загребі 2:3, «Вікторія» взяла упевнений реванш вдома  — 6:1. У півфіналі суперником команди з Жижкова став віденський «Рапід». Клуби обмінялись мінімальними перемогами  — 4:3 і 2:3, тому для виявлення переможця був призначений додатковий матч, перемогу в якому здобули більш досвідчені австрійці  — 1:3. Клічпера зіграв у всіх п'яти матчах турніру.
Наступного сезону «Вікторія» стала другою у чемпіонаті, але здобула перемогу в Кубку Середньої Чехії, перегравши у фіналі з рахунком 3:1 «Лібень».
Загалом у складі «Вікторії» зіграв у першій лізі 46 матчів і забив 3 голи.

## Виступи за збірну
За національну збірну дебютував 31 серпня 1924 року. У Празі чехословацькі футболісти перемогли збірну Румунії (4:1). Ще один матч за збірну провів у 1929 році у Відні проти команди Австрії (1:2).

## Статистика виступів

### Статистика виступів у Кубку Мітропи
| №                      | Розіграш               | Стадія                 | Дата та місце проведення | Команда 1              | Рахунок | Команда 2           | Голи та інше    |
| ---------------------- | ---------------------- | ---------------------- | ------------------------ | ---------------------- | ------- | ------------------- | --------------- |
| 1                      | 1928                   | 1/4                    | 26.08.1928, Загреб       | Граджянскі (Загреб)    | 3:2     | Вікторія (Жижков)   | Капітан команди |
| 2                      | 1928                   | 1/4                    | 2.09.1928, Прага         | Вікторія (Жижков)      | 6:1     | Граджянскі (Загреб) | Капітан команди |
| 3                      | 1928                   | 1/2                    | 8.09.1928, Прага         | Вікторія (Жижков)      | 4:3     | Рапід (Відень)      | Капітан команди |
| 4                      | 1928                   | 1/2                    | 16.09.1928, Відень       | Рапід (Відень)         | 3:2     | Вікторія (Жижков)   | Капітан команди |
| 5                      | 1928                   | 1/2                    | 23.09.1928, Відень       | Рапід (Відень)         | 3:1     | Вікторія (Жижков)   | Капітан команди |
| Всього у кубку Мітропи | Всього у кубку Мітропи | Всього у кубку Мітропи | Всього у кубку Мітропи   | Всього у кубку Мітропи | 5       |                     | 0               |

### Статистика виступів за збірну
| Дата       | Місто  | Господарі      | Результат | Гості          | Турнір           | Голи | Примітки |
| ---------- | ------ | -------------- | --------- | -------------- | ---------------- | ---- | -------- |
| 31.08.1924 | Прага  | Чехословаччина | 4 – 1     | Румунія        | товариський матч | -    |          |
| 15.09.1929 | Відень | Австрія        | 2 – 1     | Чехословаччина | товариський матч | -    |          |
| Усього     |        | Матчів         | 2         |                | Голів            | 0    |          |

## Титули і досягнення
- Чемпіон Чехословаччини: 1927-28
- Срібний призер чемпіонату Чехословаччини: 1928-29
- Бронзовий призер чемпіонату Чехословаччини: 1929-30, 1930-31
- Володар кубка Середньої Чехії: 1929